# Semeiochernes militaris
Semeiochernes militaris es una especie de arácnido  del orden Pseudoscorpionida de la familia Chernetidae.

## Distribución geográfica
Se encuentra en Costa Rica y Brasil.